# Завантаження (телесеріал)
«Завантаження» (англ. Upload) — американський фантастичний телесеріал 2020 року, створений Ґреґом Деніелсом. Прем'єра відбулася 1 травня 2020 року на сервісі Prime Video. Невдовзі серіал був продовжений на другий сезон.

## Сюжет
У 2033 році люди мають можливість після смерті «завантажити» себе у віртуальний потойбічний світ. При цьому світ можна обрати на будь-який смак та гаманець. Програмісту Нейтану Брауну, який потрапив у ДТП, пропонують у лікарні завантажити себе до елітного сервісу «Lake View». Під тиском своєї дівчини Інґрід він на це погоджується. У цифровому світі Нейтан постійно спілкується зі спеціалісткою техпідтримки Норою, яка починає підозрювати, що смерть клієнта не була випадковою.

## У ролях
| Актор                    | Роль                                                               |
| ------------------------ | ------------------------------------------------------------------ |
| Роббі Амелл              | Нейтан Браун мешканець «Lake View»                                 |
| Енді Елло                | Нора Ентоні «Ангел», спеціалістка техпідтримки «Lake View»         |
| Аллеґра Едвардс          | Інґрід Кеннерман дівчина Нейтана Брауна                            |
| Зайнаб Джонсон           | Аліша «Ангел», спеціалістка техпідтримки «Lake View», подруга Нори |
| Кевин Біґлі              | Люк мешканець «Lake View»                                          |
| Джордан Джонсон-Хайндс   | Джеймі бойфренд Нори                                               |
| Крістофер Джеймс Уільямс | Дейв Ентоні батько Нори                                            |
| Оуен Деніелс             | штучний інтелект «Lake View»                                       |
| Андреа Розен             | Люсі начальниця Нори                                               |
| Джессіка Так             | Вів мати Нейтана                                                   |
| Вільям Брюс Девіс        | Девид Чоак мешканець «Lake View»                                   |
| Барклей Хоуп             | Олівер Кеннерман батько Інґрід                                     |

## Відгуки
Серіал отримав переважно позитивні відгуки кінокритиків. На сайті Rotten Tomatoes він має 86 % позитивних рецензій на основі 50 відгуків. На сайті Metacritic — 66 балів зі 100 на основі 20 рецензій.
Оглядачка USA Today Келлі Лоулер зазначила, що «висококонцептуальні науково-фантастичні серіали й фільми іноді витрачають значно більше часу на створення переконливого світу, ніж на створення персонажів, які там живуть, але, на щастя, серіалу „Завантаження“ це не притаманно».